# Checute
Checute är en ort i Mexiko.   Den ligger i kommunen Motozintla och delstaten Chiapas, i den sydöstra delen av landet, 900 km sydost om huvudstaden Mexico City. Checute ligger 1 811 meter över havet och antalet invånare är 691.
Terrängen runt Checute är kuperad åt nordost, men åt sydväst är den bergig. Terrängen runt Checute sluttar västerut. Runt Checute är det ganska tätbefolkat, med 134 invånare per kvadratkilometer. Närmaste större samhälle är Motozintla de Mendoza, 11,7 km norr om Checute. I omgivningarna runt Checute växer i huvudsak städsegrön lövskog.